# Camponotus vogti
Camponotus vogti é uma espécie de inseto do gênero Camponotus, pertencente à família Formicidae.